# لوچیو روسو
 لوچیو روسو (به انگلیسی: Lucio Russo؛ ۲۲ نوامبر ۱۹۴۴ – ۱۲ ژوئیهٔ ۲۰۲۵) فیزیک‌دان اهل ایتالیا بود.